# Colline de Bourlémont
Vous lisez un « bon article » labellisé en 2014.
Pour les articles homonymes, voir Bourlémont.
La colline de Bourlémont est un sommet du massif des Vosges culminant à 474 mètres d'altitude, situé au-dessus de la commune de Ronchamp dans la vallée du Rahin en Haute-Saône et région Bourgogne-Franche-Comté.
Intégrée dans le parc naturel régional des Ballons des Vosges, elle est aujourd'hui connue pour le tourisme culturel et pédestre grâce à son patrimoine religieux (chapelle Notre-Dame-du-Haut œuvre de l'architecte franco-suisse Le Corbusier, le campanile de l'architecte français Jean Prouvé, le couvent de l'architecte italien Renzo Piano) et minier (chevalement du puits Sainte-Marie de l’architecte belge Charles Tournay), inscrit et classé au titre des monuments historiques avec le label « Patrimoine du XXe siècle ». La chapelle est classée au patrimoine mondial de l'UNESCO.

## Toponymie

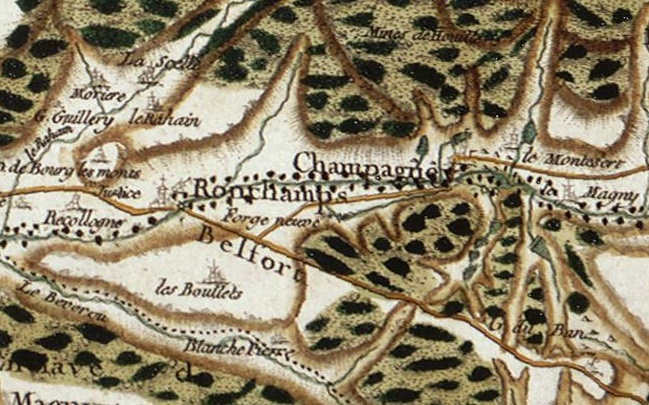
La colline apparaît sur la carte de Cassini.

La carte de Cassini, établie au XVIIIe siècle, fait mention de la colline sous l’appellation « Notre-Dame-de-Bourg-les-monts » indiquant la présence d'une localité fortifiée. Au début du XIXe siècle, le nom de la colline est écrit « Bourg les Monts ».

## Géographie

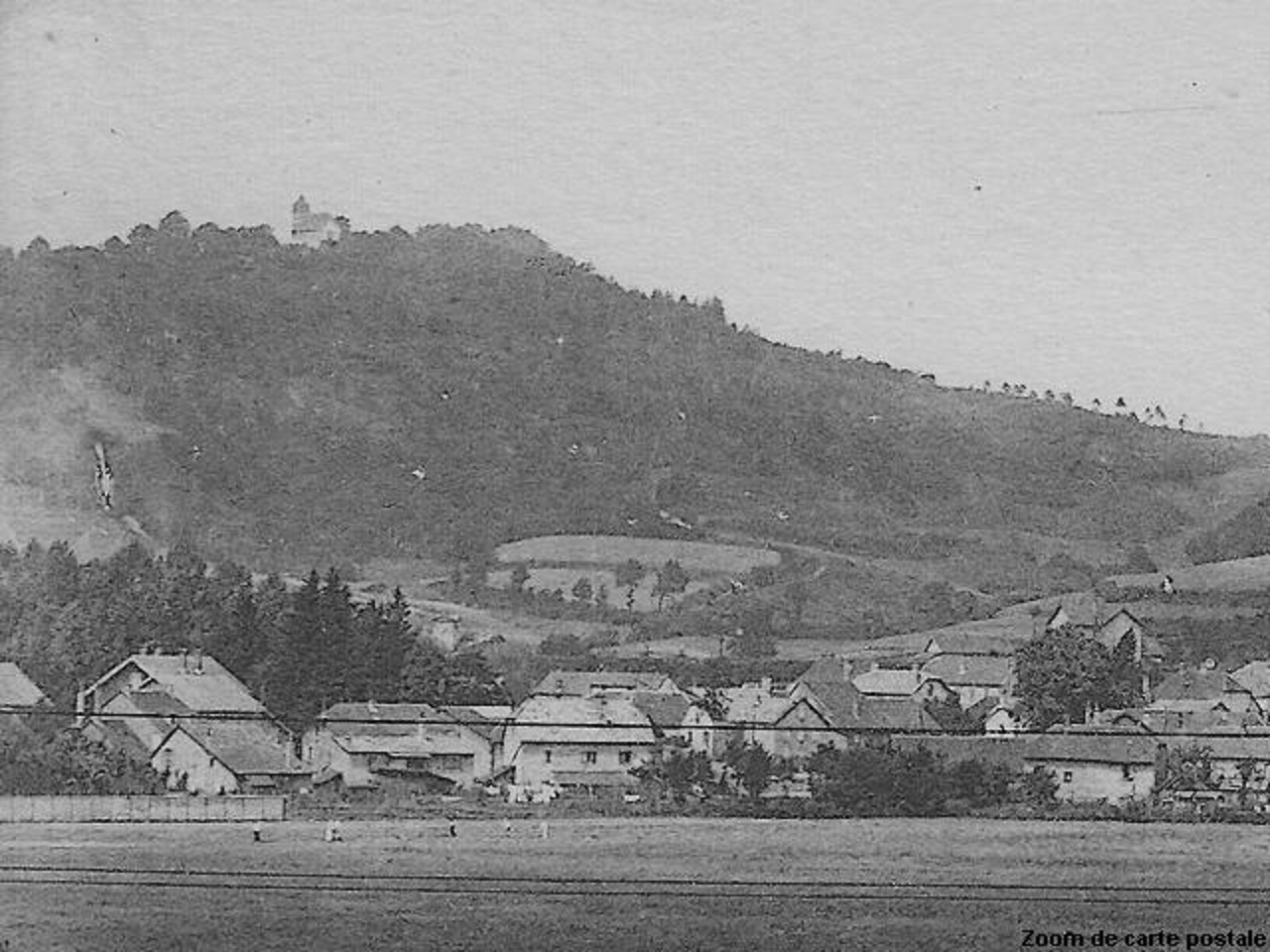
La colline dominant Ronchamp (1920).

### Situation
La colline de Bourlémont est située au sud du massif des Vosges, dans le département de la Haute-Saône et la région française de Bourgogne-Franche-Comté. Elle domine la commune de Ronchamp, qui s'étend au pied de son flanc sud et d'où partent ses seuls accès routier (rue de la Chapelle) et pédestre (chemin de croix). Elle fait partie du paysage du bassin minier de Ronchamp et Champagney.

### Accès et voies de communications
L'accès routier au sommet se fait uniquement par le versant sud-est par la rue de la chapelle qui part du centre de Ronchamp.
Ces voies contournent le massif, elles sont souvent bordées de maisons. La RD 619 (avenue de la République) passe au pied du flanc sud de la colline, tout comme la voie ferrée de Paris à Mulhouse et la gare de Ronchamp, située non loin du cimetière. À l'est se trouvent la rue du Stand et le chemin du Vessoux ; au nord, la rue Henry Guyot et la rue des Parisies ; enfin, la rue de Mourière passe sous le versant ouest.
Le chemin de croix est le sentier pédestre le plus connu et le plus utilisé pour accéder au sommet, mais il existe également d'autres chemins forestiers sur la colline. Le GR 59 et le sentier des Ducs passent sur le flanc est de la colline,.

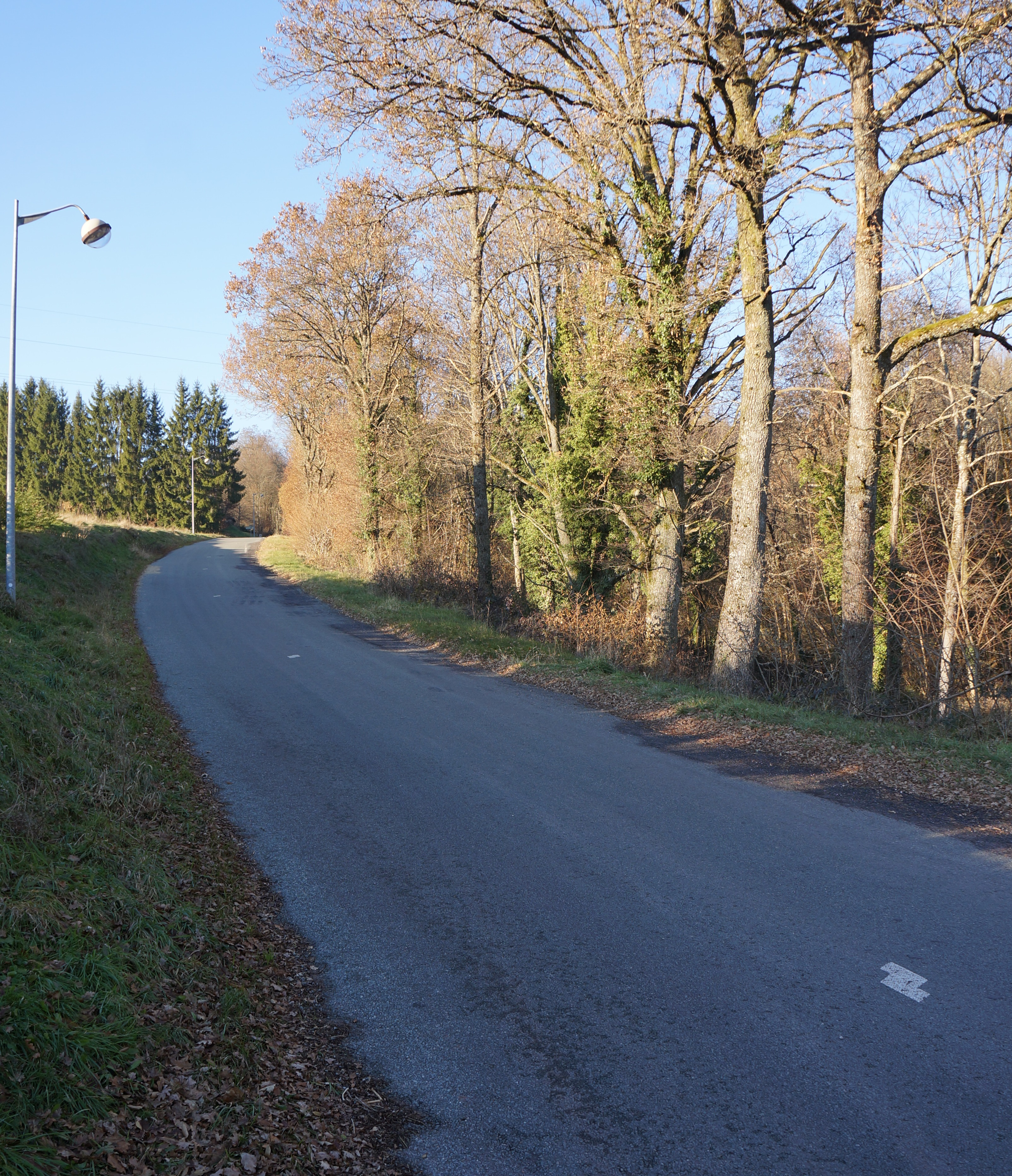
L'accès routier au sommet.
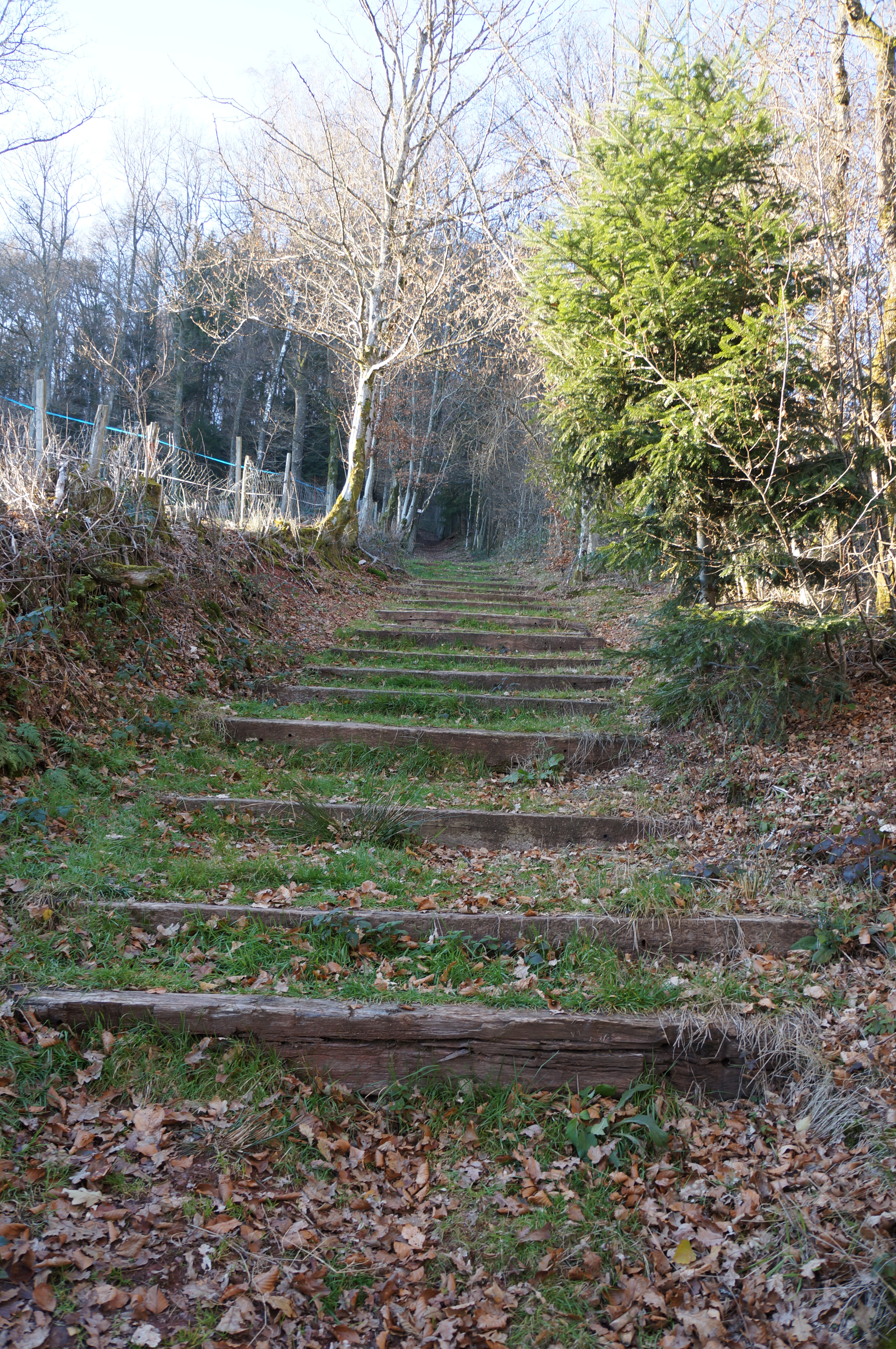
Le chemin de Croix.
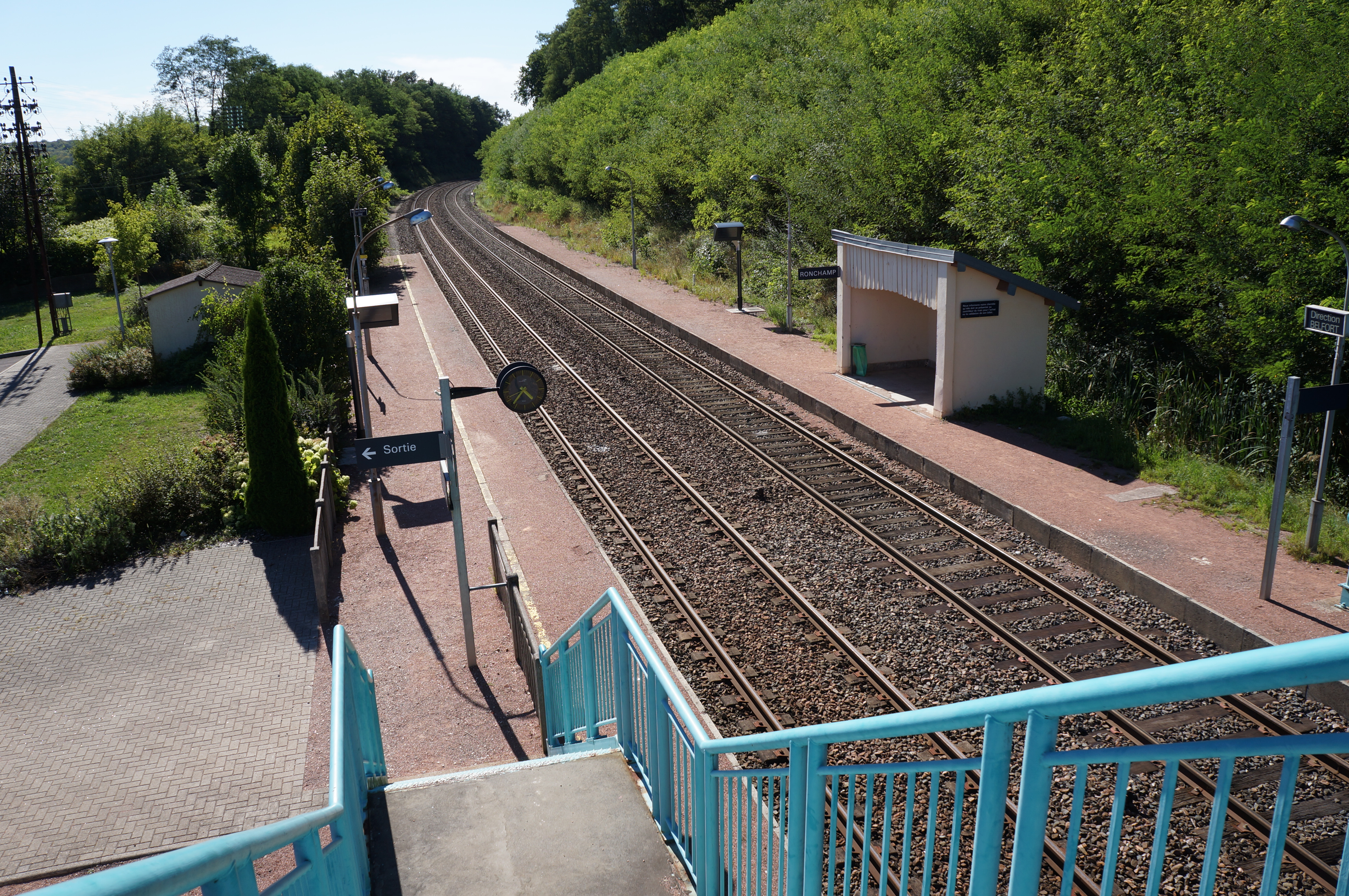
La voie ferrée et la gare de Ronchamp.
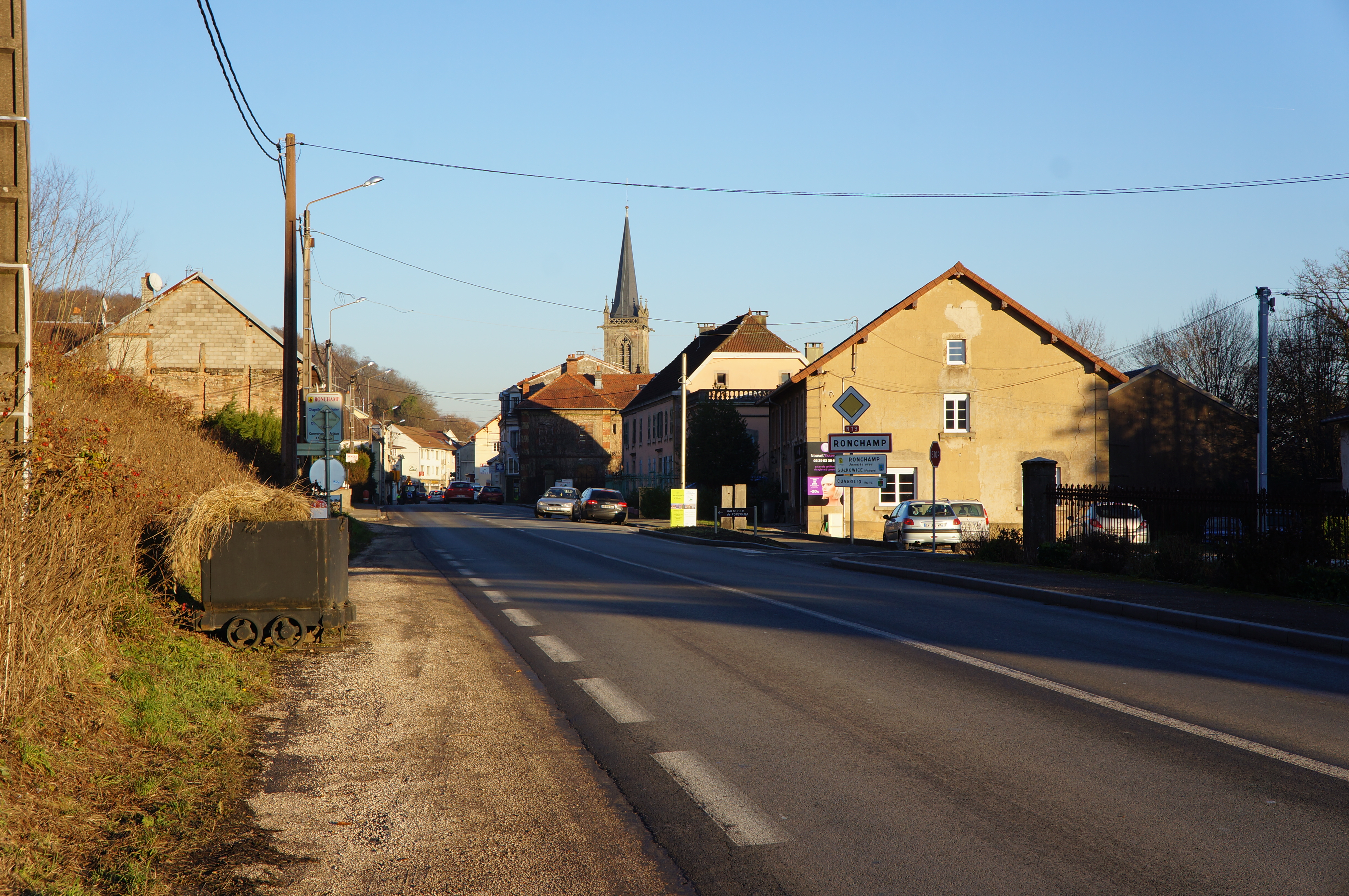
La nationale 19 passant au pied de la colline à l'entrée de Ronchamp.

### Topographie

Carte topographique de la colline de Bourlémont.

La colline culmine à une altitude de 474 mètres, elle est donc 121 mètres plus haute que le centre de Ronchamp (353 mètres), qui se trouve à son pied. Son sommet, très arrondi, est presque plat sur moins de deux hectares. La colline est isolée dans le paysage et domine donc tous les environs ; elle est visible jusqu'à plusieurs kilomètres à la ronde. Alors que les versants nord, ouest et sud sont assez abrupts, le versant oriental est en revanche caractérisé par un pendage plus doux, marqué par des sommets secondaires, et se termine par des petites buttes au niveau du hameau de la Houillère.

### Géologie

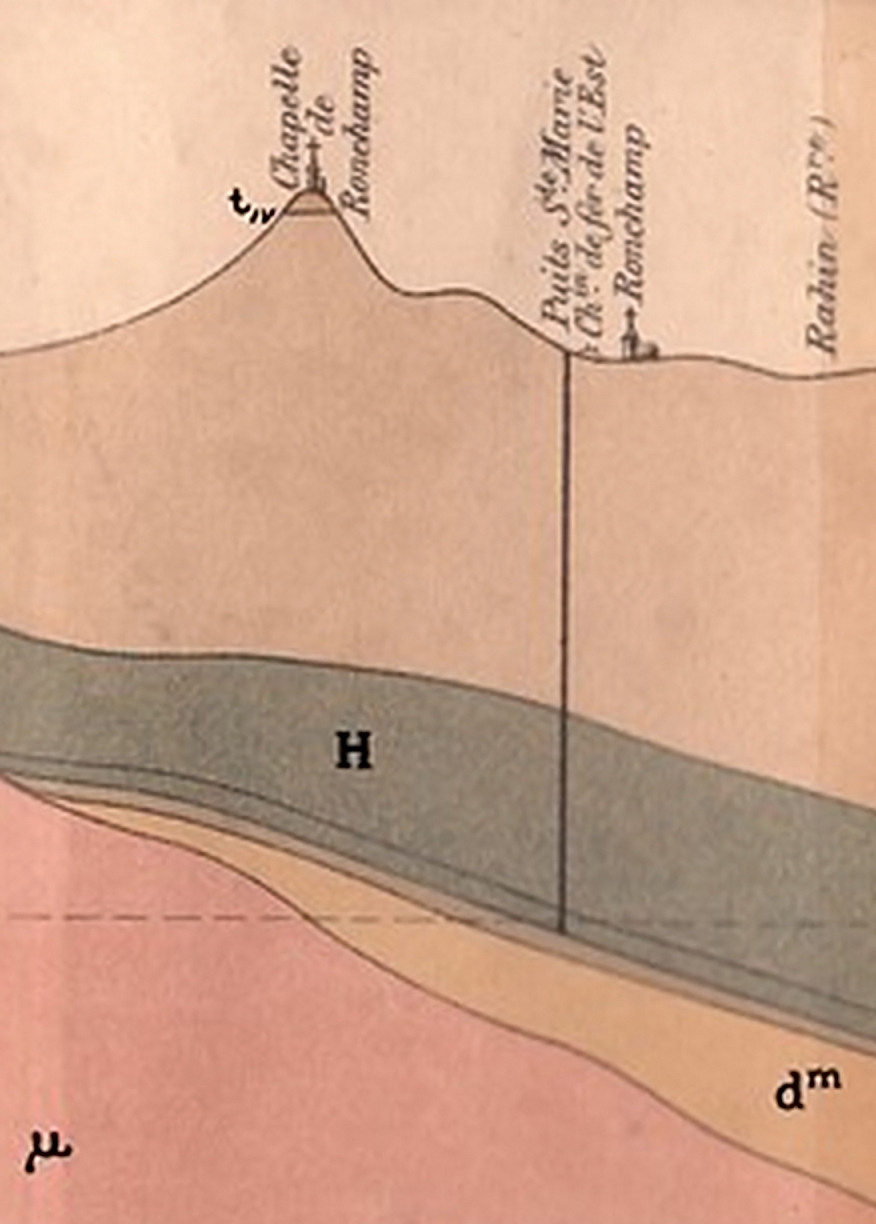
Coupe géologique de la colline :
H : terrain houiller supérieur ;
d^{m} : terrain métamorphique ;
µ : porphyrite augitique.

La colline est essentiellement constituée de grès rouge vosgien, daté du Permien. Elle est également composée d'argilite, de quartzite et de schiste (présence du bassin houiller stéphanien sous-vosgien).
Le charbon du secteur a entamé sa formation il y a 300 millions d'années, pendant le carbonifère. La transformation des débris végétaux a eu lieu sur une période de 20 millions d'années pour former de la houille. Pendant cette phase, les sédiments organiques se rassemblent dans une cuvette et sont recouverts par des alluvions.
Le sol de la colline est essentiellement composé de conglomérats de l'Autunien.

### Climat
La colline subit une double influence climatique océanique et semi-continentale. Les températures hivernales sont très basses avec un enneigement assez important, tout comme la hauteur annuelle de précipitations. Les vents sont réputés pour être soutenus, ; la plupart du temps il s'agit de la bise,,.

### Faune et flore
La colline se situe l'étage collinéen du massif des Vosges. En raison de sa faible altitude et de sa faible superficie, sa faune et sa flore ne se distinguent pas particulièrement des autres collines des environs qui correspondent aux forêts de feuillus typiques de la région.

## Histoire

### De l'Antiquité auXVIIIesiècle
Un temple romain existait au sommet de la colline pendant l'Antiquité. En 1092, une église catholique, construite au même endroit, est confiée à l'abbaye bénédictine Saint-Vincent de Besançon. En 1227, un document fait mention de la « tour de Ronchamp » appartenant à Henri de Ronchamp, vassal du fief d'Aymon de Faucogney. Il s'agit d'un château fort construit au Moyen Âge sur le flanc de la colline, dont il ne reste aucune trace au XXIe siècle,. Au XVIIIe siècle, une potence est présente sur le flanc sud de la colline, il sert alors à la pendaison des condamnés à mort de la seigneurie. Des vestiges des pierres de soutien sont toujours visibles au XXIe siècle.
Pendant la guerre de dix ans, Girardot de Noseroy, seigneur de Beauchemin et alors intendant général des armées de la Comté, passe par la colline où ses armées s'y désaltèrent et tente de construire un fort. Mais ils ont abandonné cette idée à cause du coût d'entretien de la garnison et des mauvaises conditions climatiques (températures basses et vents forts notamment).

### DuXVIIIesiècleauXIXesiècle

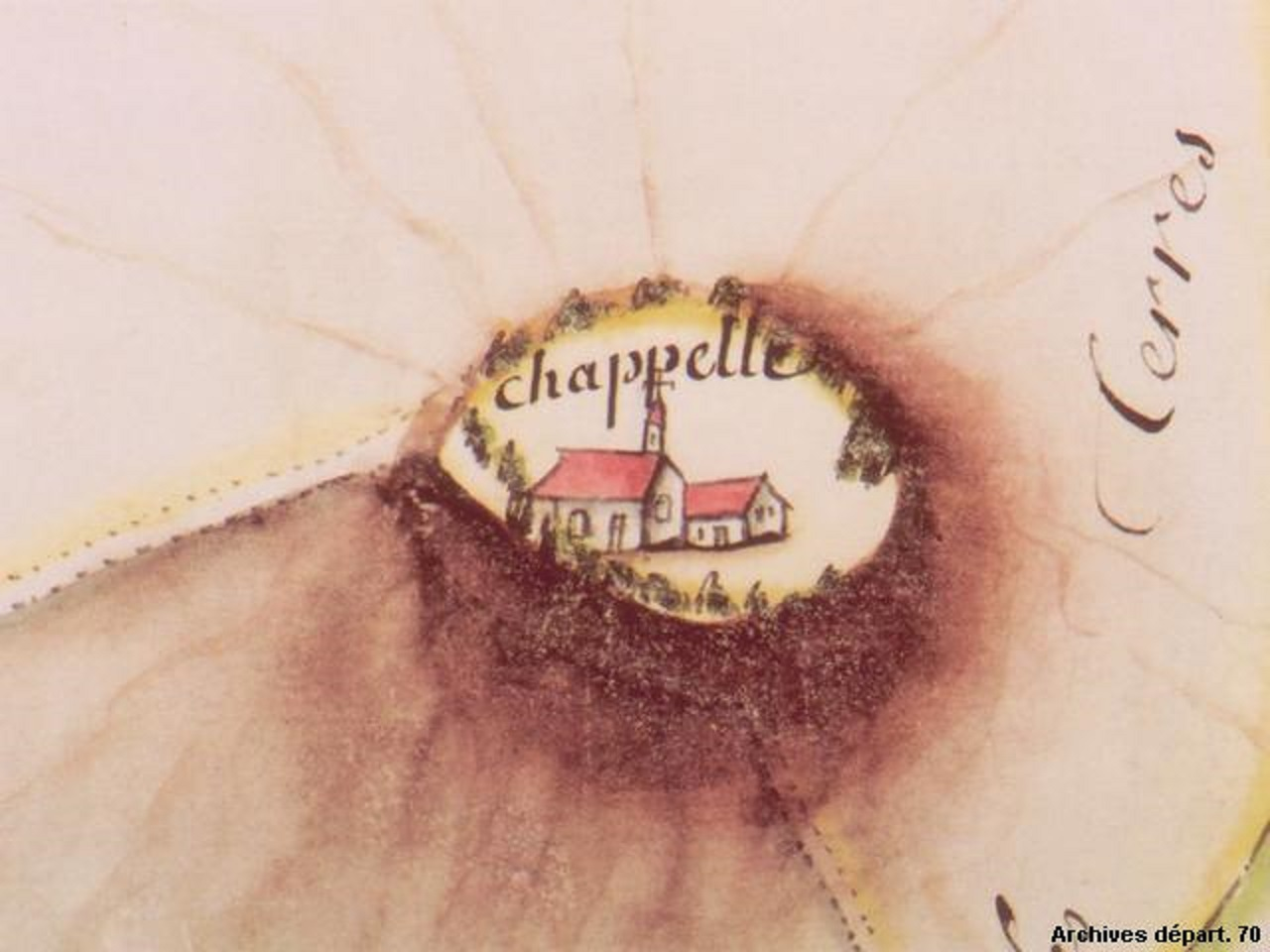
Une carte indiquant la présence d'une chapelle au sommet de la colline en 1779.

Au début du XVIIIe siècle, la chapelle de la colline est la seule église paroissiale de la commune de Ronchamp et des hameaux qui l'entourent (Recologne, Mourière, la Selle et le Rhien), qui sont dispersés de part et d'autre de la colline. Le 28 avril 1715, l'église est visitée par le doyen, qui estime que l'édifice est en mauvais état, qu'il est mal placé et inadapté à l’accueil des fidèles. Les paroissiens entreprennent alors des travaux de réparation en 1719, qui visent essentiellement à mettre le bâtiment hors d'eau. Mais l'archevêque de Besançon estime que cette rénovation ne changera rien à la situation et décide la construction immédiate d'une nouvelle église au centre de Ronchamp. Les habitants de Ronchamp et de Recologne sont favorables à ce transfert, contrairement à la population des autres hameaux qui voit son trajet allongé. Cette église est construite en 1751 au bord du Rahin. Elle est rasée en 1864, en raison de l'accroissement de la population, pour être remplacée par un nouvel édifice plus spacieux et construit dans un style néogothique. L'ancienne église devient alors une simple chapelle dédiée exclusivement au culte de la vierge. Sa cloche est restaurée en 1790.
Pendant la Révolution française, la chapelle change plusieurs fois de mains. Le 27 juillet 1796, elle est adjugée à Jean-Jacques Marsault, un habitant de Ronchamp pour 600 livres. Mais cette propriété lui est ensuite retirée pour être revendue à Claude François Billy, un négociant de Luxeuil-les-Bains, le 28 janvier 1797 pour 875 livres. Le 2 juin 1799, quarante-cinq pères de famille vivant à Ronchamp se cotisent pour récupérer la chapelle à un prix de 350 francs. En 1801, la chapelle redevient un lieu de culte public, cependant, le lieu reste une propriété privée surveillée par un gardien. Le 22 avril 1838, après des discordes entre les propriétaires et les autorités religieuses, le maire ordonne le renvoi du gardien et la création d'un vicariat pour administrer la chapelle sous l'autorité du curé.

### DuXIXesiècleauXXesiècle

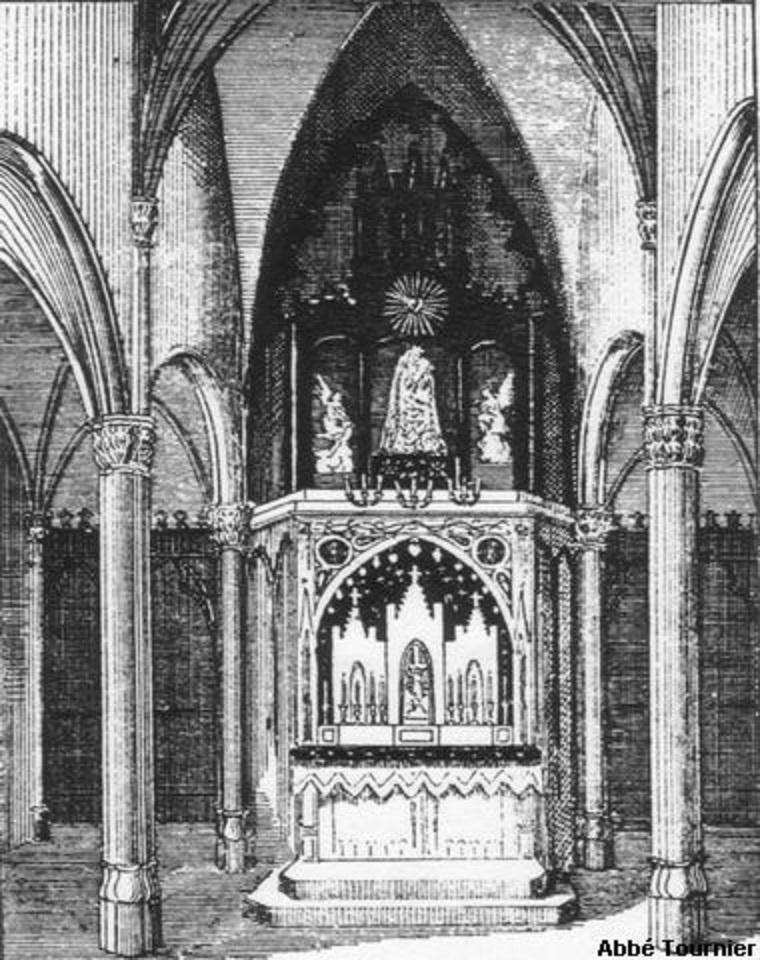
Le sanctuaire de la Vierge, achevé en 1857.

Un nouveau sanctuaire est construit, accolé à l'église, entre 1844 et 1857 sous l’impulsion de l'abbé Vauchot. Ce bâtiment, en forme de croix grecque et mesurant 20 mètres de long sur 15 de large, est relié à l’ancienne chapelle par une grande percée ogivale dans son aile gauche. L'éclairage est assuré par quatre fenêtres. La toiture est formée par cinq charpentes effilées surmontées par des statues en fonte dorée représentant quatre séraphins et une autre en bois recouverte de zinc représentant la Vierge. En 1846, le cimetière de Ronchamp est implanté sur le flanc sud de la colline. Le 8 septembre 1873 a lieu le plus grand pèlerinage de tous les temps, où 30 000 personnes venues de Franche-Comté, d'Alsace et de Lorraine ont visité la chapelle. Le maintien de l'ordre est assuré par quarante gendarmes mobiles de Belfort.
Un chemin de croix, composé de quatorze stations (matérialisé par des pierres taillées équipées de croix en bois), est construit en 1890, il est la voie la plus utilisée par les randonneurs et les pèlerins pour accéder au sommet de la colline et à la chapelle. Deux stations, les croix en bois des autres, ainsi qu'une croix en fer disparaissent par la suite,. Dans les années 1880, un petit chalet est construit à proximité de la chapelle, il est transformé en maison d’habitation dans les années 1920 avant de devenir la résidence secondaire du propriétaire de la filature Murat de Ronchamp. Le bâtiment est occupé jusque dans les années 1970, avant de tomber en ruines.

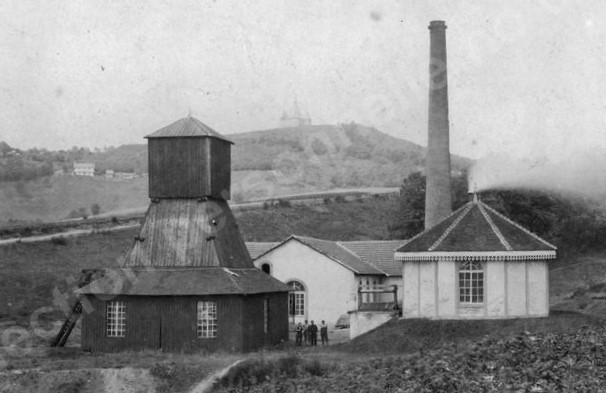
Les anciennes installations du puits Sainte-Marie vers 1884.

Vers 1830, un sondage est creusé par les houillères de Ronchamp au sommet de la colline, il rencontre le terrain houiller mais pas de couche de charbon. Trois décennies plus tard, un puits de mine est creusé de 1864 à 1866 sur le flanc sud de la colline le long de la route qui mène à la chapelle. Ce puits, nommé « Sainte-Marie », rencontre les limites occidentales du gisement houiller. Après des recherches infructueuses, il sert de puits d'aérage général jusqu'en 1896, date à laquelle les trois derniers puits du centre bassin (Saint-Charles, Notre-Dame et Saint-Joseph) ferment. Le site est alors laissé à l’abandon et tombe en ruines.
La « confrérie des Pèlerins de Notre-Dame-du-Haut » est créée le 3 mai 1911 par l'archevêque de Besançon. Son but est de promouvoir et de répandre le culte de la Sainte Vierge, notamment par le biais d'un journal, L’Écho de Notre Dame du Haut.
Le samedi 30 août 1913, un orage accompagné de grêle éclate au-dessus de Ronchamp. Vers 11 heures, le clocher du sanctuaire, constitué de zinc et dépourvu de paratonnerre, est frappé par la foudre qui déclenche un incendie. Ce sinistre ravage le sanctuaire dont il ne reste alors que les murs de pierre. La petite chapelle est néanmoins épargnée par les flammes grâce à l’intervention rapide des villageois, qui déploient une pompe à eau et construisent un mur de terre pour isoler chacun des deux bâtiments.
Malgré ces événements, le culte est maintenu, mais un nouveau sanctuaire doit être construit. En 1914, l’archevêque approuve le projet de l’architecte Broutchoux qui présente un imposant bâtiment d'un style similaire à la basilique du Sacré-Cœur de Montmartre. Alors que les travaux sont sur le point de commencer, le projet est suspendu par la Première Guerre mondiale, puis définitivement abandonné à cause de son coût trop élevé. Un nouveau projet voit le jour avec un bâtiment moins imposant et plus harmonieux avec le petit bâtiment qui est conservé. L'édification commence en 1922 pour s'achever en 1925. Les vitraux proviennent de la maison Gaudin, basée à Paris. Les anciennes statues des séraphins et de la vierge sont réparées puis installées sur le nouvel édifice. Dès la fin des travaux, de nouveaux projets voient le jour et sont réalisés seulement quelques années plus tard. En 1930, le petit clocher comtois est démoli pour laisser place à un nouveau, construit dans un style néogothique et mesurant 34 mètres de hauteur. Les murs de l'ancienne chapelle sont rehaussés et modifiés pour adopter la même architecture que le clocher. L'intérieur est entièrement réaménagé en harmonie avec la nouvelle nef. De nouvelles cloches sont installées en 1936.

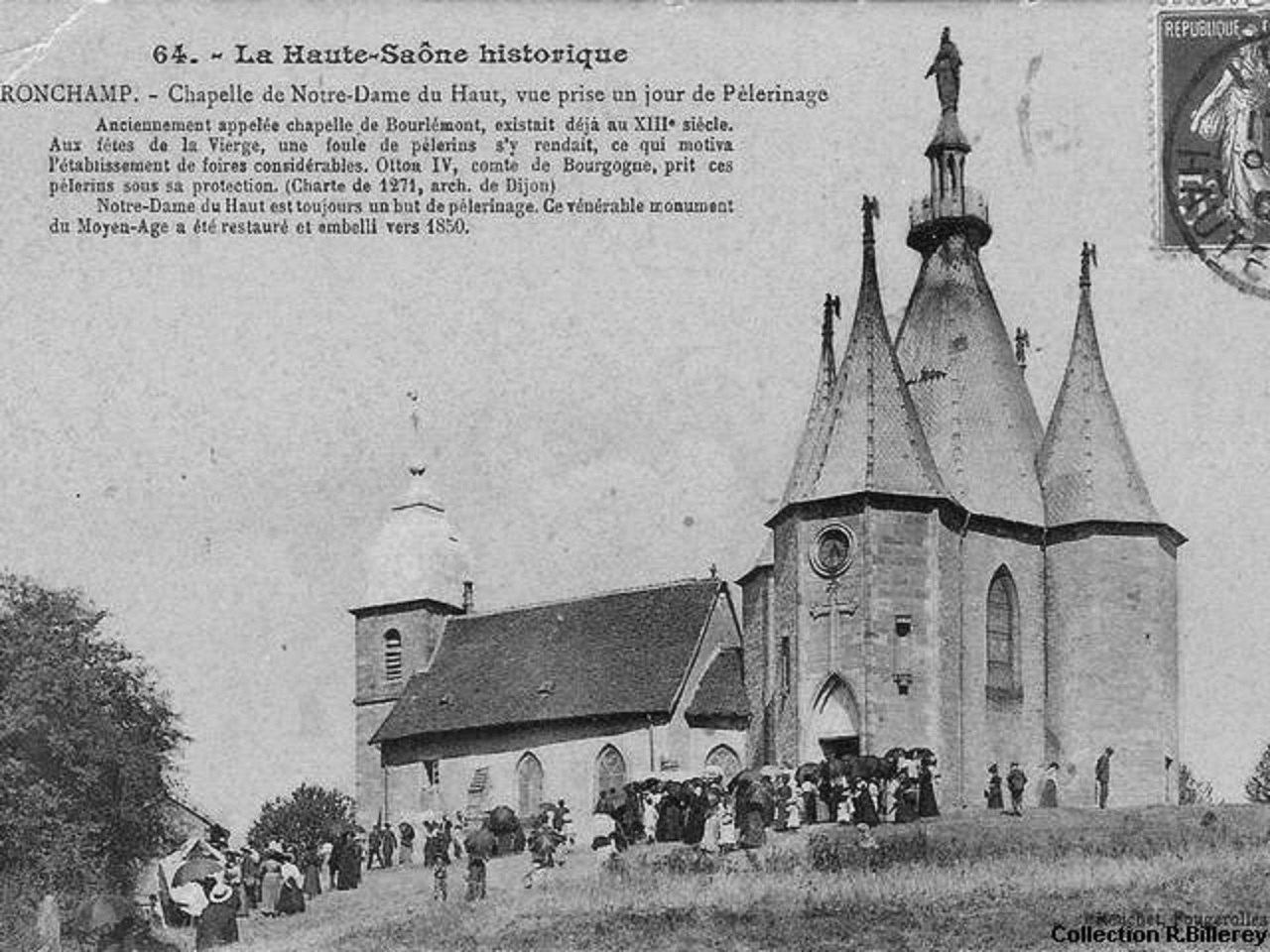
La chapelle avant 1913.
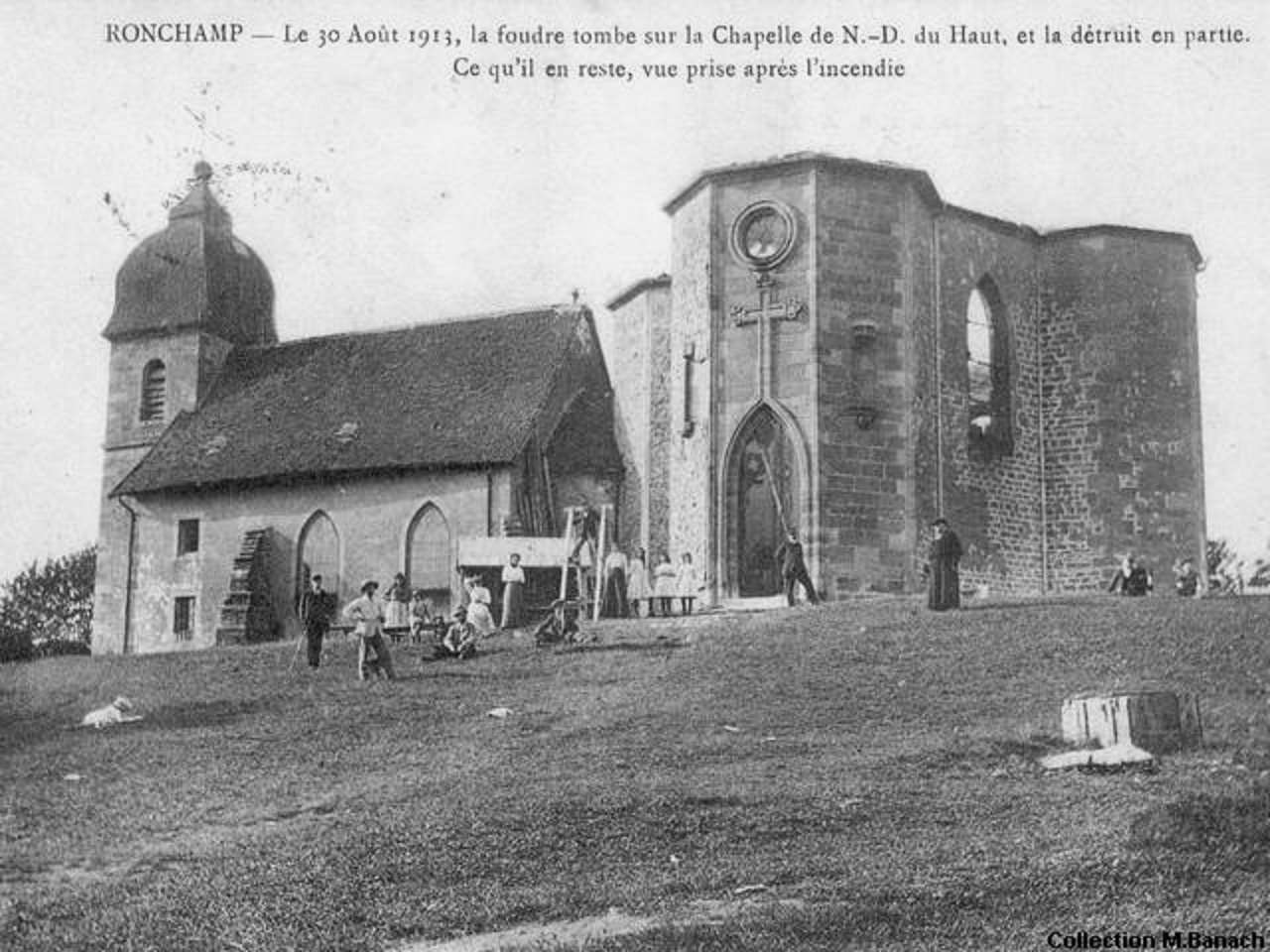
La chapelle après l'incendie.
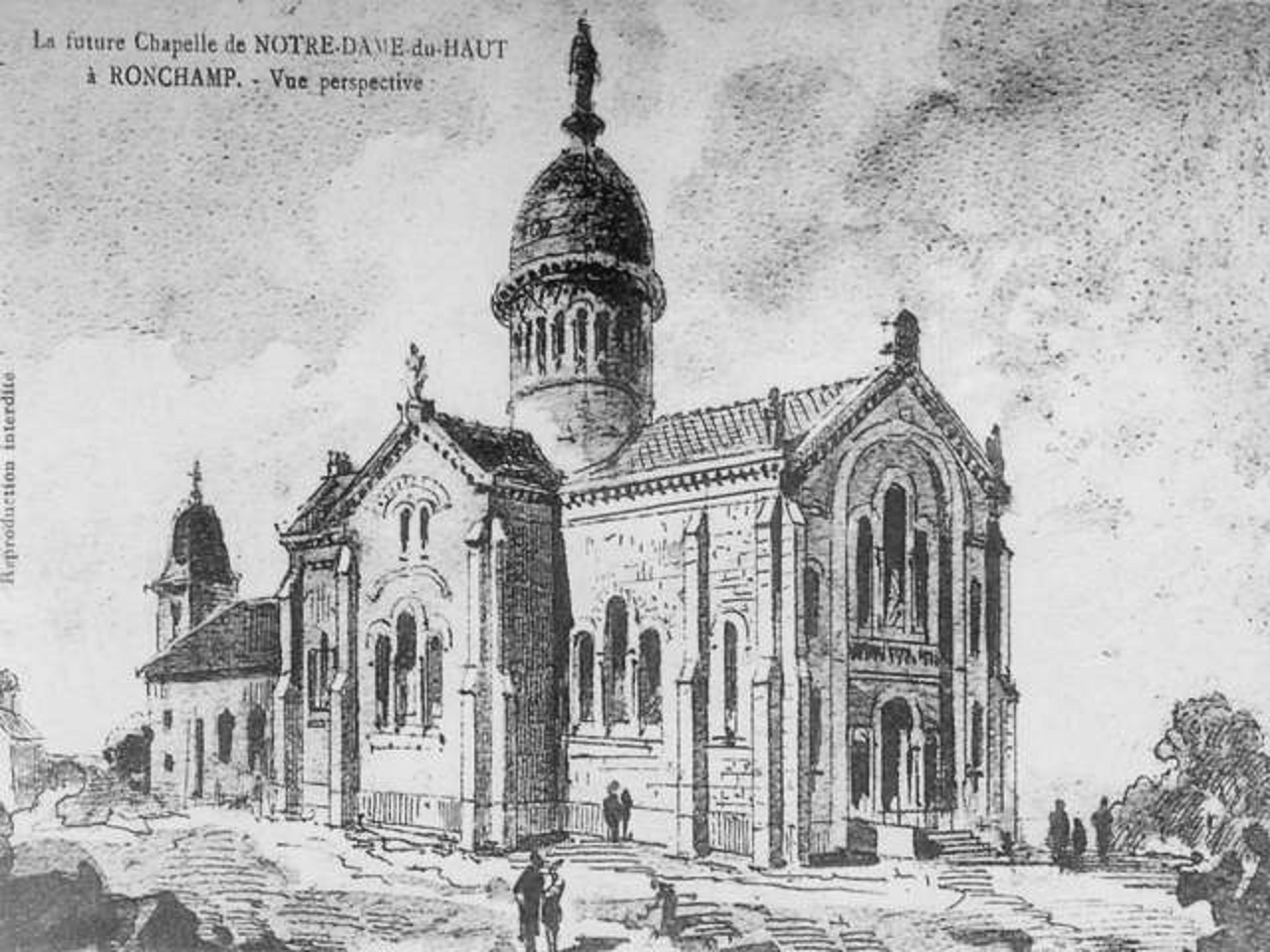
Le projet d'une nouvelle chapelle en 1914 (annulé).
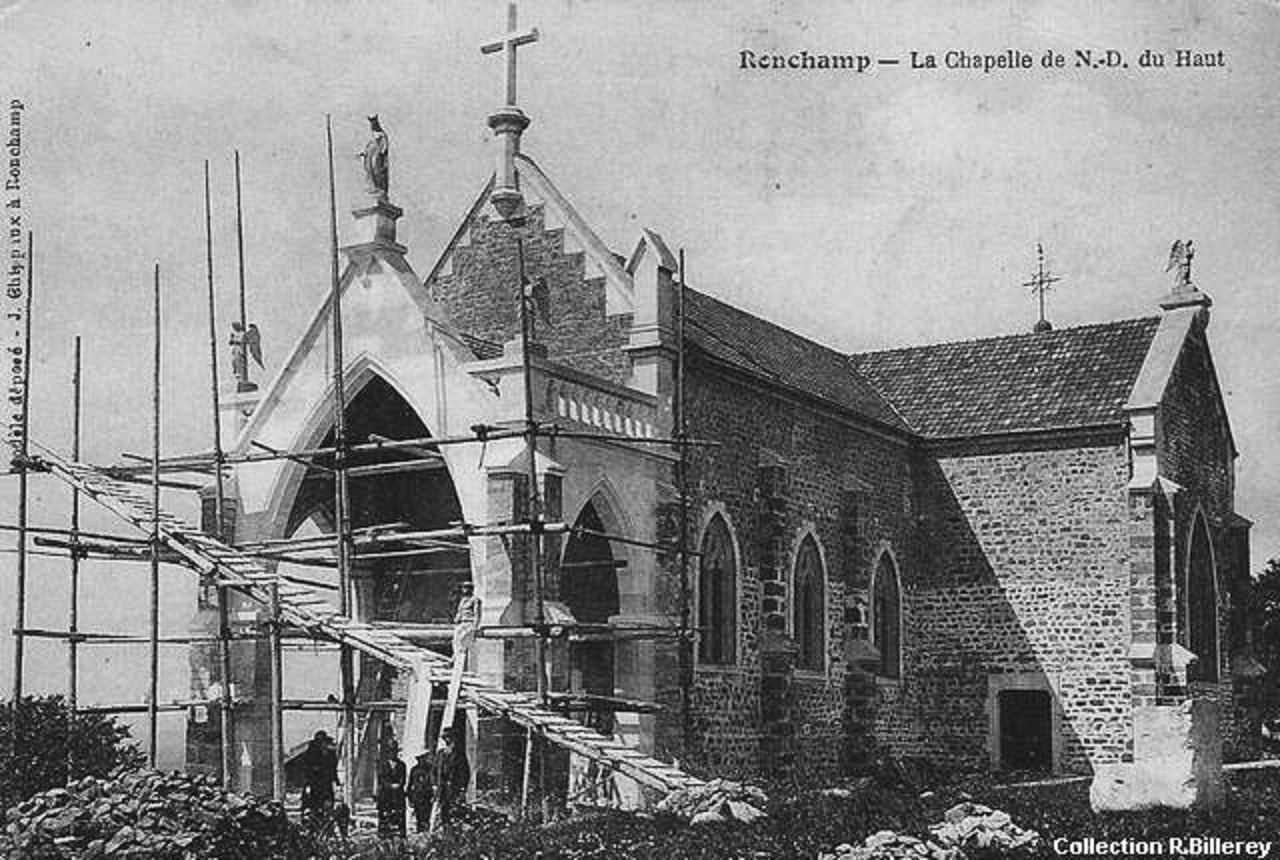
Construction d'une nouvelle chapelle au début des années 1920.
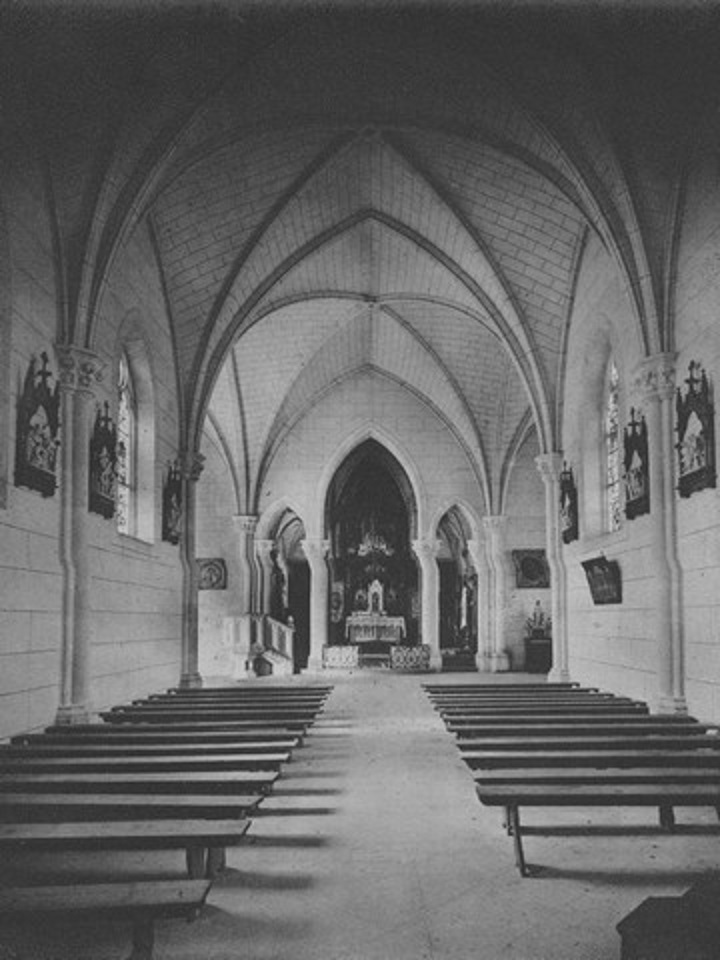
L'intérieur de la nouvelle chapelle, achevé.

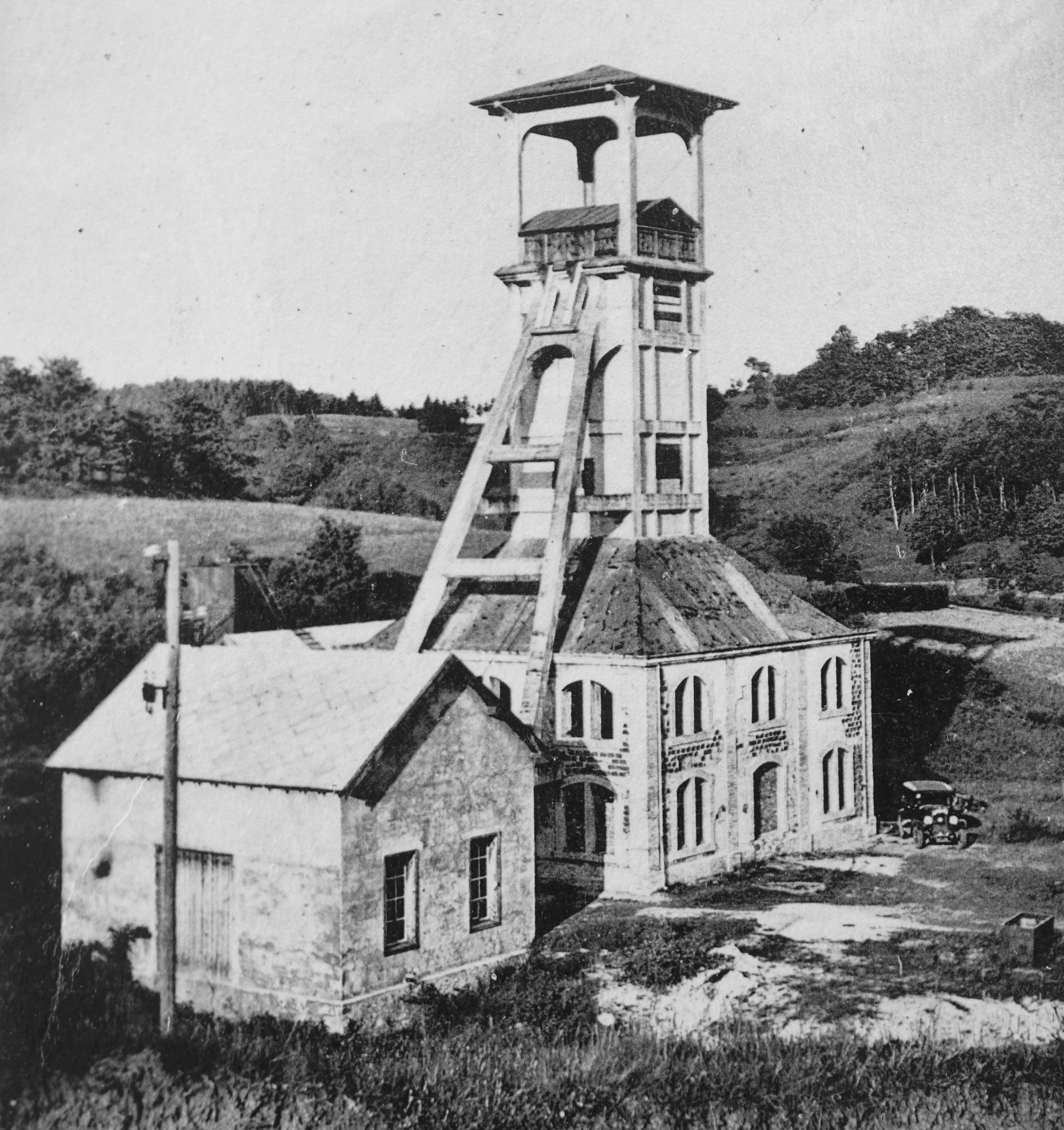
Le nouveau chevalement en béton du puits Sainte-Marie.

En 1924, les houillères de Ronchamp sont en difficulté et décident de reprendre l'exploitation au puits Sainte-Marie, qui est alors équipée comme un site d'extraction : une machine d'extraction électrique est installée et un chevalement en béton armé est construit au-dessus du puits. Mais il se montrera inutile puisque le puits du Chanois est finalement préféré pour exploiter la houille, ce dernier étant installé à proximité des installations de triage et de lavage. Le puits Sainte-Marie reprend donc sa fonction d'aérage jusqu'en 1958, date de fermeture du bassin minier.
Pendant la Seconde Guerre mondiale, du 30 septembre au 9 décembre 1944, la statue de Notre Dame du Haut est abritée dans l'église du village de La Côte, libéré avant Ronchamp, afin de la protéger contre d’éventuels dégâts causés par la guerre. Le 2 octobre 1944, le clocher de la chapelle est effectivement bombardé par un canon allemand qui cause de sérieux dégâts au sanctuaire. Après la Libération par la 1re armée, l’édifice est remis en état à la hâte avec la réfection des toitures.
Une nouvelle chapelle est construite en pierre de taille et en béton armé de 1950 à 1955 sur les plans de l'architecte franco-suisse Le Corbusier. Les pierres de l’ancienne chapelle démolie sont réutilisées pour la construction de la nouvelle ainsi que d'une pyramide dédiée à la paix. En 1965, la chapelle ainsi que les bâtiments annexes ont été inscrits monuments historiques ; en 1967 la chapelle a été classée et en 2004 les annexes de la chapelle (la maison du gardien, l'abri du pèlerin et les tables de béton, la cave, la pyramide) ainsi que le campanile de Jean Prouvé, construit en 1974, ont été classés. Le site détient également le label « Patrimoine du XXe siècle ».

### DuXXesiècleauXXIesiècle
Après avoir été acquis par le Conseil général de la Haute-Saône, le chevalement du puits Sainte-Marie est rénové en 1979 par l'entreprise Meuziau. La structure est ensuite inscrite aux monuments historiques le 29 mars 2001 avec le label « Patrimoine du XXe siècle »,.
En 2008, un nouveau projet de l'architecte italien Renzo Piano déclenche une vive polémique. Il consiste à remplacer la porterie à l'architecture quelconque et à créer un couvent à proximité de la chapelle, destiné à accueillir les sœurs clarisses de Besançon venues s’établir à Ronchamp en 2009. Les critiques ont permis de rendre le couvent plus discret en l'intégrant à la colline et à la végétation. Le nouvel ensemble est finalement inauguré les 8 et 9 septembre 2011. Entre juillet et août 2010, le chemin de croix et la fontaine sont rénovés dans le cadre d'un chantier international de jeunesse. Un second chantier de ce type a lieu en juillet 2011 et permet la mise en valeur des vestiges du puits Sainte-Marie,.
La chapelle est classée au patrimoine mondial de l'UNESCO le 17 juillet 2016 avec 16 autres œuvres architecturales de Le Corbusier.

## Activités

### Tourisme pédestre
La colline de Bourlémont est sur le tracé du sentier de grande randonnée 59, qui débute au Ballon d'Alsace pour continuer jusque dans le sud du Jura et par le sentier des Ducs,. Elle est incluse dans le périmètre du parc naturel régional des Ballons des Vosges. Un sentier pédestre appelé « Art et histoire » a été créé par l'office de tourisme et passe par trois lieux touristiques important de la colline : le chemin de croix, la chapelle Notre-Dame-du-Haut et le chevalement du puits Sainte-Marie.

### Tourisme culturel
La colline est beaucoup visitée pour son patrimoine architectural, notamment religieux avec le site de la chapelle construite par l’architecte Le Corbusier, qui inclut également la maison du gardien, l'abri du pèlerin et les tables de béton, la cave et la pyramide du même auteur. Ce site comporte également des œuvres d'autres architectes comme le campanile construit par Jean Prouvé, ainsi que la porterie et le couvent Sainte-Claire construit par Renzo Piano. À cela s'ajoute le cimetière de la commune, un petit cimetière privé le chemin de Croix, et une fontaine.
La colline possède également un patrimoine industriel et minier avec les vestiges du puits Sainte-Marie dont le chevalement, inscrit à l'inventaire des monuments historiques, est toujours debout,.

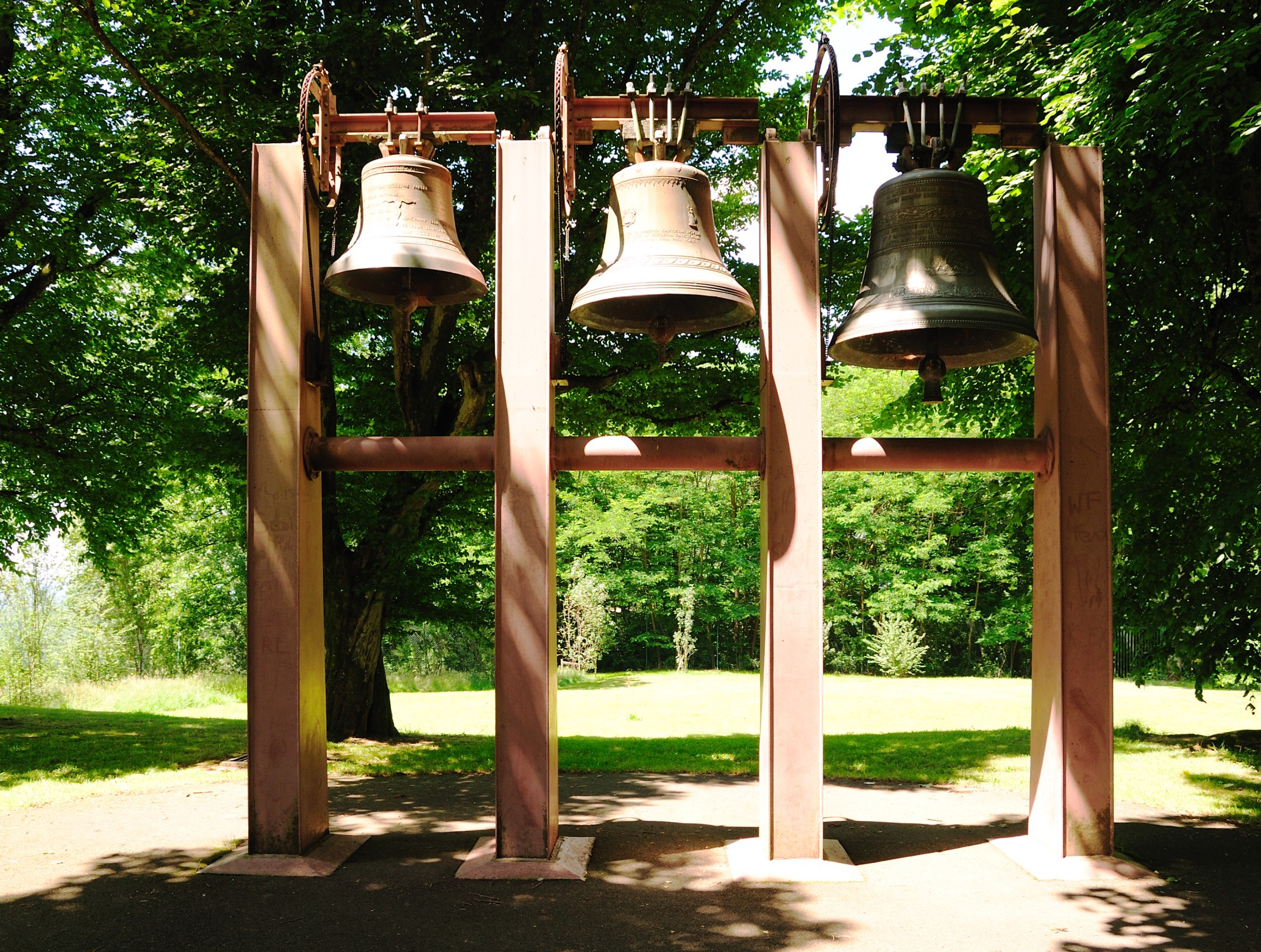
Le campanile de Jean Prouvé.
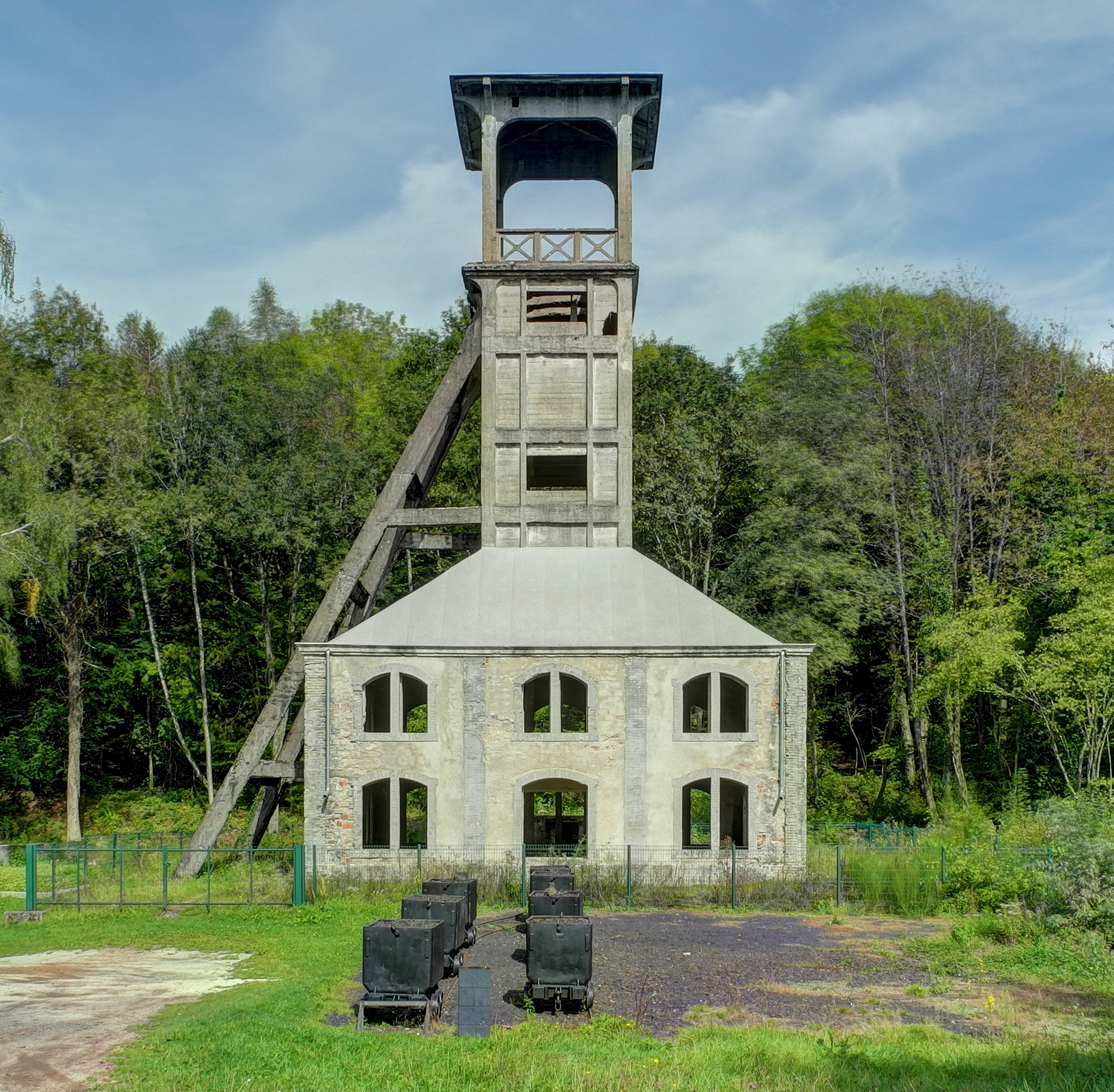
Le chevalement du puits Sainte-Marie.
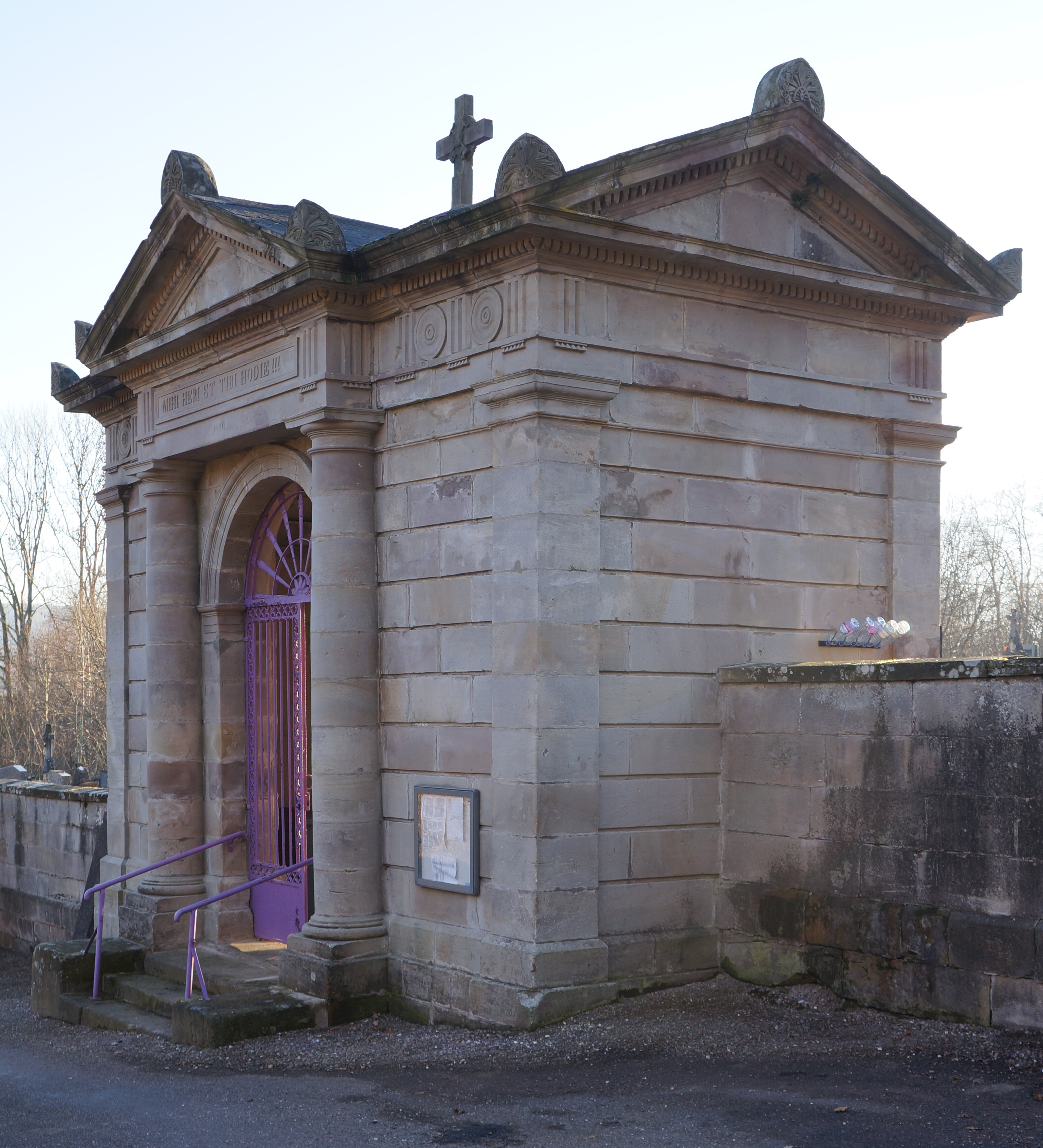
L'entrée principale du cimetière.
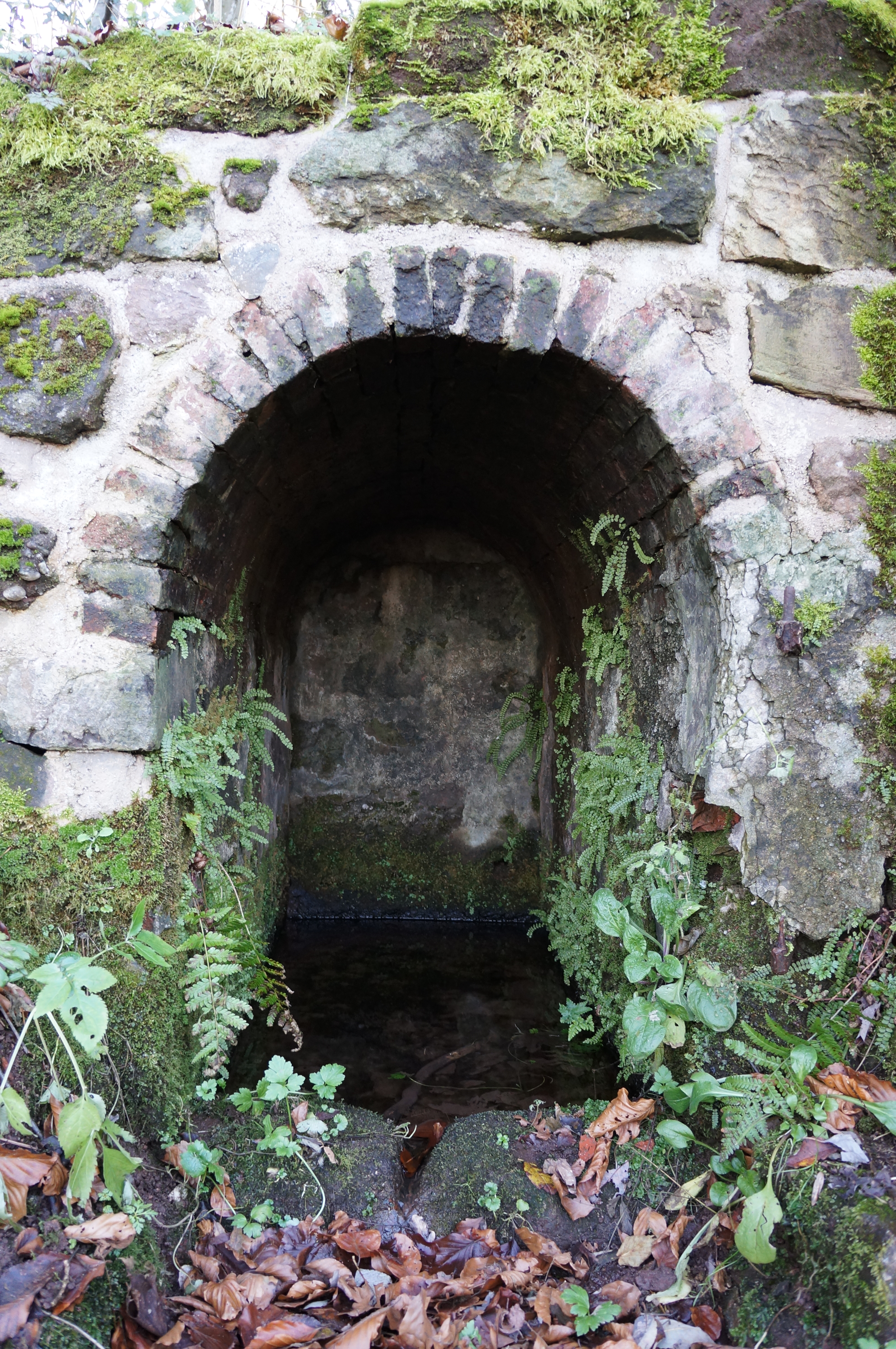
La fontaine.

### Protections
Les hauteurs de la colline sont protégées au titre de la loi de 1930. À la suite du classement de la chapelle aux monuments historiques, un important périmètre de 500 mètres de diamètre inconstructible et devant rester boisé est délimité autour de la colline,. Le terrain d'assiette du puits Sainte-Marie situé plus bas fait également l'objet d'une protection depuis son inscription aux monuments historiques. La colline est incluse dans le parc naturel régional des Ballons des Vosges.